# 숙향전
《숙향전》은 17세기 말엽에 창작된 한국 고전소설이다.
남주인공 ‘이선’과 여주인공 ‘김숙향’을 통해, 가족 이산, 남녀 간의 사랑과 그 존립 기반으로서의 상호 존중, 인물의 삶에 관여하는 운명론과 인간의 존재론적 의미, 이계(異界) 체험을 통한 자기정체성의 확인 등 삶의 도정에서 누구나 마주하는 여러 문제의식을, 때로는 흥미 있게 때로는 아프고 진지하게 묘파해 낸 작품이다.
＜숙향전＞은 여러모로 명성이 자자했다. 현전하는 ＜숙향전＞ 이본(異本)은 90종에 육박한다. 이본이 많다는 것은 그만큼 애독되었음을 말해 준다. 특히 이본 중에는 국문뿐만 아니라 한문으로 된 것도 수십 종에 달하는데, 이는 한문에 능숙했던 양반계층에서도 ＜숙향전＞이 소통되었음을 뜻한다. ＜숙향전＞은 국문을 아는 사람, 한문을 아는 사람들을 두루 망라해서 자신의 독자층으로 끌어 들였던 것이다. 
요즘도 탑골공원 같은 데를 가면 이야기꾼을 찾아 볼 수 있지만, 예전에는 이러한 이야기꾼들이 더 많았던 것 같다. 그들 중 대표적인 것이 전기수(傳奇叟: 기이한 이야기를 전하는 늙은이)인데, 이 사람들은 종로와 같은 사람들의 왕래가 잦은 큰 네거리에서 사람들을 모아 놓고 돈을 받아가며 이야기를 들려주었다. 기록을 보면, 어떤 전기수는 한 달을 기약하고 종로에서 시작하여 청계천변을 오르내리면서 이야기를 구연했다고 한다. 전기수는 구연하다가 이야기가 절정에 이르면 문득 구연을 중단했으며, 그때 주위의 청중들은 그 다음의 이야기를 계속 듣기 위해 전기수에게 돈을 던져야 했다. 이처럼 이야기 구연을 생업으로 삼았던 것이다. 그런데 돈벌이가 되기 위해서는 구연도 잘 해야 하고, 또 구연의 레파토리도 다양해야 함은 물론이다. ＜숙향전＞은 ＜소대성전＞, ＜심청전＞ 등과 함께 전기수의 주요 구연 품목이었다. 이는 아예 글자를 모르거나 아니면 글자를 안다 하더라도 여력이나 여가가 없어 보지 못했던 사람들에게까지도 ＜숙향전＞은 인기가 있었다는 사실을 말해 준다. 
기록에 의하면, ＜숙향전＞은 일본인 통역관들이 한국어를 배우기 위한 학습 텍스트로 활용되었다고 한다. 현재 전하는 ＜숙향전＞ 이본 중에는 일본의 도서관에 소장된 것들이 여러 개 있는데, 그것들을 보면 순한글의 원문 옆에 일본어가 빼곡하게 병기(倂記)되어 있는 모습을 볼 수 있다. ＜숙향전＞의 내용을 따라가면서 한국어를 익혔던 흔적들이다. 최근의 연구에 의하면, 일본인 통역관들이 ＜숙향전＞을 한국어 학습 텍스트로 선택한 것은 여러 요인(분량의 장편, 내용의 흥미 등)이 있겠지만, 무엇보다도 ＜숙향전＞이 다른 어떤 국문 텍스트보다 순한글 표현의 빈도가 높기 때문이라고 한다. 어쨌거나 ＜숙향전＞은 과거 당대에 이미 국외에까지 알려졌던 작품이었다. 
＜숙향전＞을 전혀 읽지 않았던 사람들도 ‘숙향’ 혹은 ‘숙향’과 ‘이선’이란 이름은 모르는 사람이 없다. 그것도 그럴 것이, ＜숙향전＞보다 우리에게 더 친숙하다고 할 수 있는 춘향전, 심청전, 봉산탈춤, 각종의 사설시조 등에 그 이름이 빠짐없이 등장하기 때문이다. 특히 어떤 작품이건 인물의 고난 장면에서는 숙향이가, 남녀의 사랑 장면에서는 숙향과 이선이가 어김없이 등장한다. 이는 ＜숙향전＞의 유명세를 전제하지 않고는 설명하기 어려운 것이다. 당시의 고전문학 향유자들(작가와 작품 수용자를 포함한)은 ‘고난’ 하면 숙향을, ‘고난을 극복한 사랑’ 하면 숙향과 이선을 자동적으로 떠올렸던 것이다. 
그러면 ＜숙향전＞의 내용은 어떠한가. 어떤 점이 흥미 있고 감동적인가. ＜숙향전＞은 숙향의 아버지인 김전이 어부에게 잡혀 죽게 된 거북이를 살려주고, 후에 그 거북으로부터 구원을 받는 것으로 이야기가 시작된다. 그런데 작품 초반에 설정된 이러한 구성은 작품이 끝날 때까지 주요한 의미요소로 기능하여, 이른바 ‘은혜 베풀기−은혜 갚기’의 의미맥락을 형성한다. ＜숙향전＞에는 김전과 거북간의 관계뿐만 아니라, 숙향과 거북, 숙향과 도적, 숙향과 여러 짐승들 간의 관계에서도 ‘은혜 베풀기−은혜 갚기’가 폭넓게 이루어진다. 이처럼 ＜숙향전＞은 ‘베풀고 갚기’가 독자들에게 주는 감동을 효과적으로 실현하고 있는 작품이다. 그 외에도 작품 구조의 주된 기반이라고 할 수 있는 통과제의적 측면도 ＜숙향전＞의 주요한 특징이다. 그러나 무엇보다도 독자들을 끌어들이는 주된 요소는 남녀주인공의 삶과 밀착되어 일어난 사건들이라고 할 수 있다. 
먼저 거론할 수 있는 것은 전쟁으로 인한 가족 이산과 숙향의 고난이다. 숙향은 5세에 전쟁을 만나 가족과 헤어지고 숱한 고난을 당한다. 그런데 이 부분이 독자들에게 깊은 감동을 주는 것은 그 헤어짐과 고난의 과정이 매우 핍진하게 묘사되어 있기 때문이다. 고전소설의 주인공들은 부모가 죽어서든, 전쟁을 만나서든, 아니면 정치적인 이유에서든 간에 삶의 초반에 으레 고난을 당한다. 그러나 그 고난이 구체적으로 장면화 되지 않고 판에 박은 듯이 서술될 뿐이다. 그래서 독자들은 단지 ‘누구누구가 부모와 헤어져 고난에 처했구나’ 정도의 느낌만을 받을 뿐이다. 그러나 숙향이 처한 고난의 장면은 그렇지 않다. 그것은 묘사의 수준이 매우 구체적이어서, 독자들은 그 장면을 통해 전쟁의 폭력성에 내재하는 의미뿐만 아니라 고난에 처한 인물의 고통까지도 생생하게 체감할 수 있게 된다. 
다음으로 주목되는 내용은 숙향을 향한 이선의 사랑이다. 이선은 꿈을 통해 숙향이 자신과 천생연분임을 알게 된다. 그런 다음 이화정의 마고할미를 만나 숙향을 탐문하는데, 마고할미는 이선에게 숙향은 팔 다리 없고 앞 못 보는 병신이니 찾지 말라고 거짓말을 한다. 그러나 이선은 숙향은 자신과 연분이 있는 사람이므로, 또 자신으로 인해 그렇게 되었을 것이므로 병신이라도 전혀 상관하지 않는다고 한다. 마고할미는 이선에게 숙향이 거쳐온 노정을 자세히 일러주면서 그 길을 따라 주유하면서 숙향을 찾아보라고 한다. 이선은 곧바로 김전의 집으로 가 그곳에서부터 이화정에 이르기까지 숱한 고난을 겪으면서 숙향을 탐문하는 정성을 보인다. 이선은 사랑하는 사람을 위해서라면, 무엇이든지 하는 사람이다. 또한 이선은 사랑에 대한 책임감을 투철하게 갖고 있는 사람이다. 이선은 상대방의 어떠한 조건과 상태도 상관하지 않고 신의와 정성을 다한다. 그것은 상대방을 진실로 사랑하기 때문이다. 고전소설의 남주인공 중에는 멋진 인물이 많다. 구운몽의 양소유도 있고, 옥루몽의 양창곡도 있다. 그러나 나는 그 어느 누구보다 이선이 최고의 남자라고 생각한다. 
숙향과 이선의 사랑과 결혼에는 장애가 많았다. 우선 외적인 조건이 달랐다. 숙향은 이화정이란 술집에 의탁해 있던 고아였고, 이선은 막강한 권력을 소유하고 있던 이상서의 아들이었다. 그래서 이상서는 이들의 만남과 사랑을 용납하지 않았다. 급기야 숙향은 구속되기에 이르고 이선은 고향을 떠나야만 했다. 그러나 이들이 천정연분임이 확인되고 또 숙향의 인물됨이 매우 출중하므로, 두 사람은 마침내 화합에 이를 수 있게 되었다. 
그 외에도 숙향이 양부모인 장승상 부부와 친부모인 김전 부부를 다시 만나는 장면도 대단히 감동적이다. 또 이선이 황태후의 병을 고치기 위해 선약을 찾아 이계를 탐험하는 서사도 독자들에게 큰 흥미를 가져다 준다. 
이 책에서는 전체 내용 중에서도 이상과 같이 숙향의 고난 부분, 숙향을 향한 이선의 절절한 사랑이 그려진 부분, 숙향과 이선의 혼사 장애와 그 극복을 보여주는 부분, 숙향이 양부모와 친부모를 만나는 부분, 이선의 이계 여행 등 ＜숙향전＞에서 특히 정채 나는 부분을 발췌했다. 말하자면, ＜숙향전＞에서 가장 중요하다고 판단되는 부분을 뽑았다고 할 수 있다. 분량은 작품 전체의 절반 정도에 해당한다. 
＜숙향전＞은 현재 대표 이본의 원문을 영인하여 수록한 책, 대표 이본의 원문을 현대어로 옮기고 원문의 주요 부분에 주석을 붙인 책, 원문을 현대어로 완전히 풀어 쓴 책 등 여러 형태의 서책들이 시중에 나와 있다. 그런데 이들은 모두 저마다의 장단점을 가지고 있다. 예컨대, 현대어로 완전히 풀어 쓴 책은 읽어가기는 쉽지만 고전이 주는 미감을 전혀 느낄 수 없고, 현대어로 옮기고 원문에 주석을 가한 책은 정확한 독해를 가능하게 하지만, 책의 부피가 크고 학술적인 성격이 강해 일반 대중들이 접근하기에 다소 어려운 점이 있다. 반면에 이 책은 언제 어디서든 원전의 맛을 살리면서 동시에 내용의 주요 부분에 쉽게 접근할 수 있는 형태로 되어 있다는 장점을 지닌다. 그러나 작품의 수용은 내용의 일부만으로는 한계가 있다. 궁극적으로는 작품 전체를 독해하면서 이해하고 감상하는 것이 중요하다. 이 책은 향후 그 지점에까지 나아갈 수 있도록 하는 좋은 징검다리가 될 것이다.  